# Байя (Венгрия)

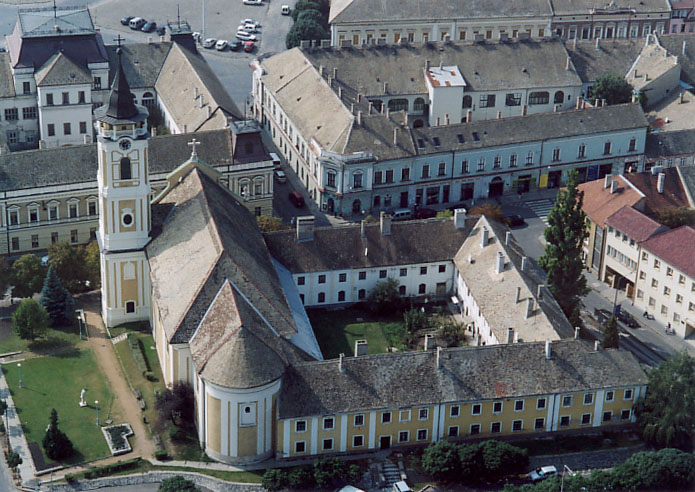
Францисканский монастырь

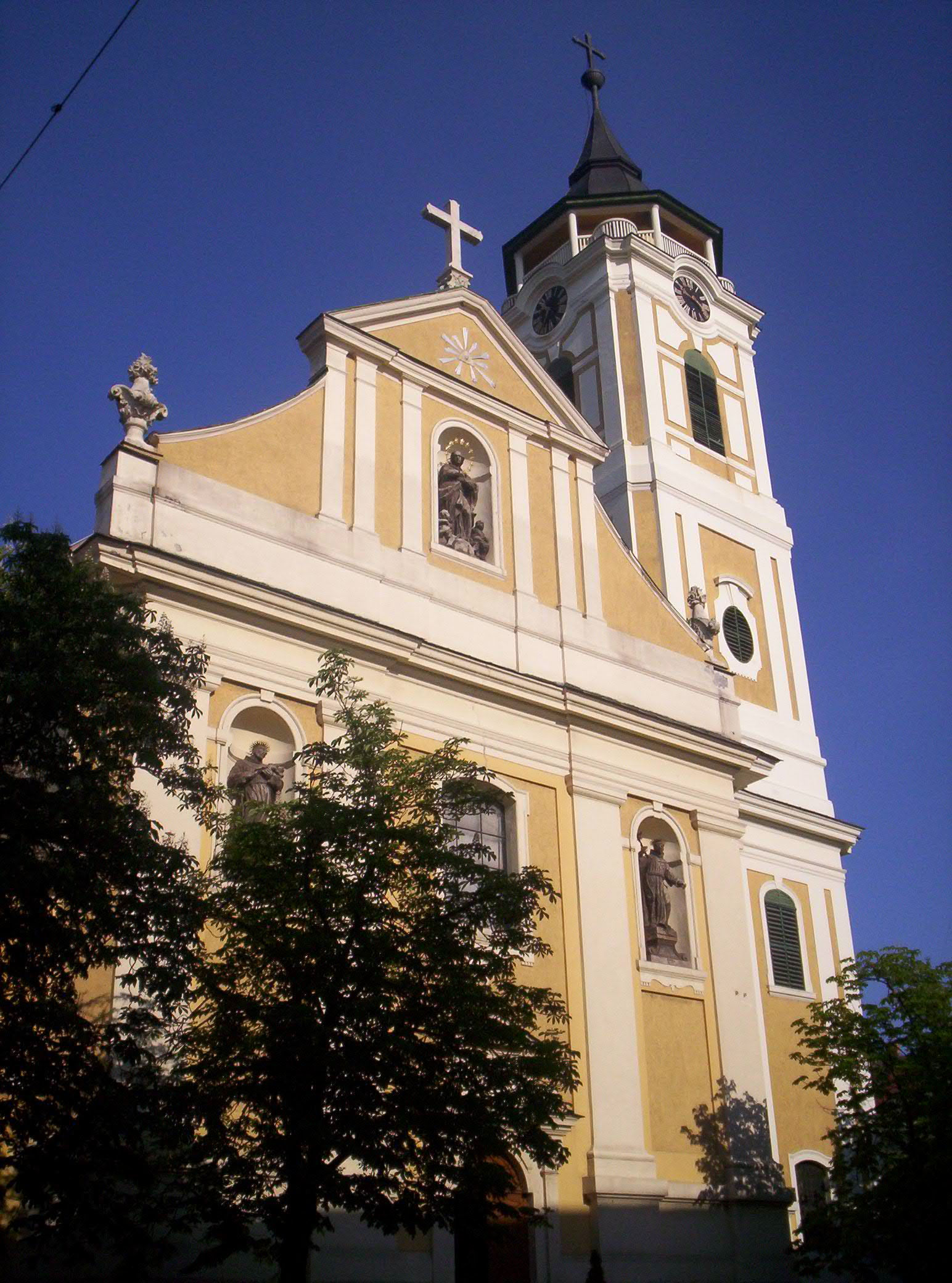
Католический храм св. Ференца

Ба́йя (венг. Baja) — город на юге Венгрии, расположен на левом берегу Дуная. Байя — второй по величине город медье Бач-Кишкун, после столицы — Кечкемета. Население — 37 690 жителей (2005).

## География и транспорт
Бая находится в 150 километрах к югу от Будапешта и в 108 километрах к юго-западу от Кечкемета. Город стоит на левом берегу Дуная, который разделяет здесь два больших региона Альфёльд и Южно-Задунайский край. Также в городе протекает река Шуговица. В Байе заканчиваются две автодороги — идущая вдоль Дуная магистраль Будапешт — Шольт — Байя и идущая с востока на запад дорога Сегед — Байя.
В городе также есть железнодорожная станция и речной порт.
На противоположном от Байи берегу Дуная находится заповедный лес Геменц, входящий в состав национального парка Дунай-Драва.

## Этимология
Имя города имеет турецкое происхождение, происходит от турецкого слова «бык». В австрийский период город был, кроме того, известен под немецким именем Франкенштадт. Многочисленная ранее славянская община города также называла его Байя.

## История
Впервые город упомянут в 1308 году. Во время турецкой оккупации XVI—XVII веков Байя была центром региона. Во время турецкого правления в город переселилось большое количество хорватов и сербов, которые стали составлять подавляющее большинство жителей Байи. Переход города под власть Габсбургов в конце XVII века вызвал новую волну переселенцев в город, в основном это были немцы. В 1696 г. Байя получила городские права. По данным 1715 года в Байе было 237 домов, из которых 216 были югославянские, 16 венгерские и 5 — немецкие. Во второй половине XVIII века в город стали переселяться венгры из других регионов страны, а также евреи.
Благодаря выгодному расположению на перекрёстке торговых сухопутных и речных путей город быстро рос и превращался в важный транспортный центр — через Байю проходила значительная часть венгерского экспорта зерна и вина в Австрию и Германию.
В XIX веке с ростом значения железнодорожного транспорта и падения роли речных перевозок город вступил в период упадка. Железнодорожная магистраль, связавшая Будапешт с Загребом и адриатическим портом Фиуме (совр. Риека), прошла стороной; в Байю была построена лишь тупиковая ветка.
В конце Первой мировой войны Байя была занята сербскими войсками, некоторое время существовала вероятность, что город отойдёт к вновь образованному Королевству сербов, хорватов и словенцев (впоследствии Югославии). Однако Версальский договор, в конце концов, оставил Байю за Венгрией, следствием чего стала массовая эмиграция в Югославию славянского населения города и приток в него венгерских переселенцев с территорий, отторгнутых после войны у Венгрии.
31 ноября 1930 г. к городу Байя было присоединено близлежащее хорватское село Фанцага (оно же — Ванцага).
После второй мировой войны в городе было построено несколько промышленных предприятий, среди них большая текстильная фабрика; а также введён в строй мост через Дунай.

## Экономика
Важный транспортный узел: пристань и мост через Дунай, железнодорожная станция. Пищевая, текстильная и деревообрабатывающая промышленность; сельскохозяйственное машиностроение.

## Население
| 2013   | 2014    | 2018    | 2021    | 2022    | 2023    | 2024    |
| ------ | ------- | ------- | ------- | ------- | ------- | ------- |
| 36 224 | ↘35 990 | ↘34 788 | ↘33 893 | ↘33 140 | ↗33 142 | ↘32 759 |

Национальный состав населения: 93,5 % — венгры; 2,7 % — немцы; хорваты, сербы, словаки, цыгане. До Второй мировой войны в городе была крупная еврейская община. Памятник жертвам Холокоста.

## Достопримечательности
Главная достопримечательность города — францисканский монастырь св. Антония XVII века. В Байе — 15 действующих церквей, большая часть — католические, есть протестантские и православная. В городе расположены несколько музеев и картинных галерей с постоянной экспозицией.

## Известные уроженцы
- Байер, Йожеф (1851—1919) — венгерский историк театра. Основоположник венгерской театральной историографии. Почётный гражданин г. Ба́йя.

## Города-побратимы
- Аржантан, Франция
- Вайблинген, Германия
- Лабин, Хорватия
- Сомбор, Сербия
- Суботица, Сербия
- Сынджеорджиу-де-Пэдуре, Румыния
- Тистед, Дания
- Тыргу-Муреш, Румыния
- Ходмезёвашархей, Венгрия